# Jurtjyrkogården
För andra betydelser, se Jurtjyrkogården (olika betydelser).
Jurtjyrkogården (engelsk originaltitel: Pet Sematary) är en roman av Stephen King utgiven i USA 1983.  
Titeln är avsiktligt felstavad. Originaltiteln Pet Sematary är en felstavning av pet cemetery, som betyder ’djurkyrkogård’.

## Handling
Louis Creed är en läkare som flyttat från storstaden med sin familj för att börja arbeta på en sjukstuga på ett stort universitet. Familjen har köpt ett stort och trivsamt hus i lantlig miljö i småstaden Ludlow och de båda barnen Ellie och lille Gage stormtrivs både med huset och med de nya grannarna, gamle Jud och Norma Crandall. Det enda smolket i bägaren är den stora motorvägen som ligger nära huset. Och snart utkräver den sitt första offer, Ellies älskade katt. 
Louis vet att han måste begrava sin dotters husdjur. Men när han, assisterad av sin granne, tar med sig katten till djurkyrkogården visar det sig att det ligger en helt annan begravningsplats bakom djurkyrkogården. På Micmacindianernas begravningsplats upphör alla naturlagar att gälla.
När familjens son Gage dör, vill fadern återuppväcka honom genom att begrava honom på denna heliga begravningsplats som kan få honom att vakna till liv igen. Den versionen av sonen som återuppstår är dock inte vad fadern har förväntat sig.